# Pedalens Pågar
Pedalens Pågar är ett svenskt rockband från Skåne. Bandet hette tidigare Pågarna och var kompband till Kal P. Dal. Efter hans död har de dock fortsatt spela under namnet Pedalens Pågar. Gruppen har haft en del medlemsbyten genom åren. Basisten Janne Knuda startade på 70-talet i Lund tillsammans med Hugh Cornwell Johnny Sox, som sedermera blev The Stranglers. Efter ett år i England blev hemlängtan för stor och han återvände till Lund där han på nytt mötte Kal P. Dal och de började planera att starta ett band; gruppen fick 1975 sitt namn.

## Medlemmar
- Janne Knuda (basgitarr)
- Jan Morge (gitarr)
- Nicklas Andersson (trummor)
- Lasse Lindskoug (sång) ersätter tidigare sångare Lars Björk

Även Stefan Söderberg var sångare både i egna bandet Nameless och Pedalens Pågar under många år.

## Originaluppsättningen (som kompband till Kal P. Dal)
- Janne Knuda (kompgitarr)
- Jo-Jo Kamp (bas)
- Mårten Micro (gitarr)
- Bronco Nyman (trummor)
- Jan Morge (gitarr) från 1979